# فرودگاه فلای ان دابلیو
فرودگاه فلای ان دابلیو (به انگلیسی: Fly 'N' W Airport) یک فرودگاه خصوصی است که یک باند فرود چمن دارد و طول باند آن ۴۵۷ متر است. این فرودگاه در کشور ایالات متحده آمریکا قرار دارد و در ارتفاع ۶۲ متری از سطح دریا واقع شده است.